# CSSTidy
CSSTidy è un parser e ottimizzatore dei CSS; è un open source scritto da Florian Schmitz. Sono disponibili versioni in C++ e PHP. Il nome deriva dal HTML Tidy, dal momento che CSSTidy si suppone che sia la sua controparte nel campo dei CSS. CSSTidy è in grado di correggere alcuni errori comuni (come le unità di misura o i punti e virgola mancanti) e riformattare e comprimere il codice CSS.
La versione attuale di CSSTidy è la 1.3. Questa versione è stata osservata ChangeLog (registro delle modifiche) come l'ultima versione; il progetto è stato abbandonato e l'autore è alla ricerca di un nuovo manutentore del progetto.
Se si ottimizza il codice CSS con CSSTidy si avranno pagine di caricamento più veloci e costi di traffico inferiori.
Tuttavia, è stata sviluppata una nuova versione in PHP da parte degli sviluppatori.

## Caratteristiche
("a" sta per tutti i selettori, "margin" sta per tutte le proprietà):
- colori come "black" o rgb (0,0,0) vengono convertiti in # 000000 o piuttosto # 000. Alcuni codici esadecimali vengono sostituiti dai nomi dei colori se sono più brevi.
- a {proprietà: x; proprietà: y;} diventa una {proprietà: y;} (tutte le proprietà duplicate vengono unite)
- margin: 1px 1px 1px 1px; diventa margin: 1px;
- margin: 0px; diventa margin: 0;
- a {margin-top: 10px; margin-bottom: 10 px; margin-left:: 10px; margin-right: 10px;} diventa {margin: 10px;}
- margin: 010.0px; diventa margine: 10px;
- tutti gli spazi non necessari vengono rimossi, a seconda del livello di compressione
- tutte le proprietà dello sfondo vengono unite
- tutti i commenti vengono rimossi
- l'ultimo punto e virgola in ogni blocco può essere rimosso
- i punti e virgola mancanti vengono aggiunti, le nuove righe errate nelle stringhe vengono corrette, le unità mancanti vengono aggiunte, i colori (e i nomi dei colori) scadenti vengono corretti

## Esempio
```
.
foo
 
{
 
color
:
 
#ff0000
;
 
}

.
bar
 
{
 
color
:
 
rgba
(
255
,
 
0
,
 
0
,
 
1
);
 
}

/* EQUIVALE A */
 

.
bar
,
.
foo
{
color
:
red
}

```

## Rapporto di compressione
Il rapporto di compressione dipende principalmente dal livello di rimozione degli spazi. Utilizzando la rimozione degli spazi bianchi standard (che preserva la leggibilità) il rapporto di compressione è spesso del 30% e oltre.